# Cesônia (gente)
Gente Cesônia (em latim: "gens Caesonia"; pl. Caesonii) foi o nome de duas gentes da Roma Antiga sem relação entre si. A primeira foi uma gente plebeia que apareceu nas fontes já no período final da República Romana e perdurou até os primeiros anos do Império. A segunda foi uma família equestre italiana que ganhou proeminência no século II.

## Origem
O nome "Cesônio" (em latim: "Caesonius") é um cognome patronímico baseado no prenome Cesão (em latim: "Caeso"), certamente utilizado por um ancestral da gente. Os Cesônios dos séculos II e III provavelmente não tinham relação alguma com a gente republicana. De status equestre, já se especulou que esta família tenha tido origens italianas, possivelemente em Âncio (em latim: "Antium"). Em algum momento durante o reinado da dinastia Severa, estes Cesônios foram elevados ao status de patrícios.

## Membros conhecidos
- Marco Cesônio, pretor, provavelmente em 66 a.C..
- Milônia Cesônia, a última esposa do imperador romano Calígula.
- Cesônio Máximo, um ex-cônsul e amigo de Sêneca, o Jovem, que foi banido da Itália pelo imperador Nero em 66[4][5].
- Caio Cesônio Mácer Rufiniano, cônsul sufecto por volta de 197 ou 198.
- Lúcio Cesônio Lucilo Rufiniano, cônsul sufecto entre 226 e 229.
- Lúcio Cesônio Ovínio Mânlio Rufiniano Basso, cônsul sufecto duas vezes, a primeira por volta de 260 e a segunda em 284 a.C..
- Cesônio Basso, cônsul em 317.